# NGC 5104
NGC 5104 је спирална галаксија у сазвежђу Девица која се налази на NGC листи објеката дубоког неба.
Деклинација објекта је + 0° 20' 34" а ректасцензија 13h 21m 22,9s. Привидна величина (магнитуда) објекта NGC 5104 износи 13,6 а фотографска магнитуда 14,5. NGC 5104 је још познат и под ознакама UGC 8391, MCG 0-34-31, CGCG 16-57, IRAS 13188+0036, PGC 46633.